# Yongxing, Chongqing
Yongxing (kinesiska: 永兴) är en köping i sydvästra Kina. Den ligger i stadsdistriktet Jiangjin i storstadsområdet Chongqing omkring 74 kilometer sydväst om det centrala stadsdistriktet Yuzhong. Antalet invånare är 32 535. Befolkningen består av 15 782 kvinnor och 16 753 män. Barn under 15 år utgör 20,0 %, vuxna 15-64 år 62 %, och äldre över 65 år 16,0 %.